# Liste der Biografien/Zak
Liste der Biografien |
Portal Biografien |
Personensuche
# |
A |
B |
C |
D |
E |
F |
G |
H |
I |
J |
K |
L |
M |
N |
O |
P |
Q |
R |
S |
T |
U |
V |
W |
X |
Y |
Z |
?
 
Za |
Zb |
Zc |
Zd |
Ze |
Zf |
Zg |
Zh |
Zi |
Zj |
Zk |
Zl |
Zm |
Zn |
Zo |
Zr |
Zs |
Zu |
Zv |
Zw |
Zy |
Zz
 
Zaa |
Zab |
Zac |
Zad |
Zae |
Zaf |
Zag |
Zah |
Zai |
Zaj |
Zak |
Zal |
Zam |
Zan |
Zao |
Zap |
Zaq |
Zar |
Zas |
Zat |
Zau |
Zav |
Zaw |
Zax |
Zay |
Zaz
Die Liste der Biografien führt alle Personen auf, die in der deutschsprachigen Wikipedia einen Artikel haben. Dieses ist eine Teilliste mit 101 Einträgen von Personen, deren Namen mit den Buchstaben „Zak“ beginnt.

## Zak
- Žák, Alphons (1868–1931), österreichischer Prämonstratenser-Chorherr und Historiker
- Zak, Anna (* 2001), israelische Sängerin und Schauspielerin
- Zak, Eduard (1906–1979), österreichischer Schriftsteller
- Zak, Eugeniusz (1884–1926), polnischer Maler
- Žak, Franz (1917–2004), österreichischer römisch-katholischer Geistlicher; Diözesanbischof von St. Pölten
- Zak, Heinz (* 1958), österreichischer Kletterer und FotografHeinz Zak (* 1958)

Heinz Zak (* 1958)

- Žák, Jaromír (* 1942), tschechoslowakischer Politiker, KP-Mitglied, Parlamentsabgeordneter und Minister
- Žák, Jaroslav (1906–1960), tschechischer Lehrer, Schriftsteller und Drehbuchautor
- Žák, Jiří (1917–1986), tschechoslowakischer Journalist
- Zak, Johann (1903–1944), österreichischer Feuerwehrmann und Widerstandskämpfer gegen den Nationalsozialismus
- Zak, Joshua (1929–2024), israelischer theoretischer Physiker
- Żak, Łukasz (* 1997), polnischer Sprinter
- Zak, Mark (* 1959), deutscher Schauspieler und Autor
- Zak, Martin (* 1972), deutscher Cartoonist und Comiczeichner
- Žák, Michal (* 1991), tschechischer Biathlet
- Žák, Miloš (1891–1970), tschechoslowakischer Generalmajor
- Zak, Monica (* 1939), schwedische Schriftstellerin und Journalistin
- Zak, Peter (* 1965), US-amerikanischer Jazzpianist
- Žák, Robert (* 1966), tschechischer Fußballspieler und Fußballtrainer
- Zak-Stewart, Jadwiga (* 1912), polnische Supercentenarian

### Zaka
- Zaka, István, ungarischer Radrennfahrer
- Zakadse, Kachaber (* 1969), georgischer Skispringer
- Zakadse, Koba (* 1934), sowjetischer Skispringer
- Žakaitienė, Roma (* 1956), litauische Juristin und Politikerin
- Zakanitch, Robert (* 1935), US-amerikanischer Künstler
- Zakany, Sandro (* 1987), österreichischer Fußballspieler
- Zakar, Polikárp (1930–2012), ungarischer Ordensgeistlicher, Kirchenrechtler, Kirchenhistoriker, Generalabt des Zisterzienserordens
- Zakara, Mouddour (1912–1976), nigrischer Politiker
- Zakari, Aziz (* 1976), ghanaischer Sprinter
- Zakari, Hadiza (* 1987), nigerianische Gewichtheberin
- Zakaria, Denis (* 1996), Schweizer FussballspielerDenis Zakaria (* 1996)

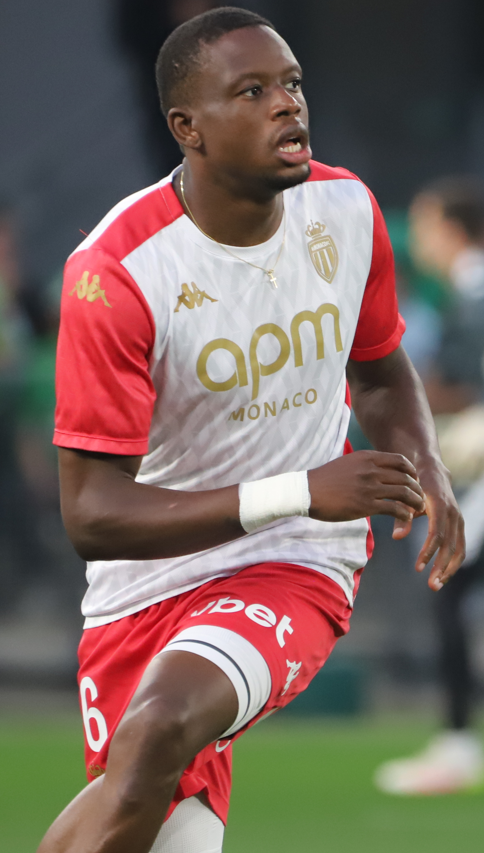
Denis Zakaria (* 1996)

- Zakaria, Fareed (* 1964), indisch-US-amerikanischer Journalist und Buchautor
- Zakaria, Mohamad (* 2007), ägyptischer Squashspieler
- Zakaria, Rafiq (1920–2005), indischer Politiker, Jurist und Autor
- Zakaria, Salah (* 1999), katarischer Fußballtorhüter
- Zakariah, Mufdi (1908–1977), algerischer Autor und Lyriker
- Zakariah, Wan Rizal Wan (* 1978), singapurischer Politiker (PAP), MP
- Zakariás, József (1924–1971), ungarischer Fußballspieler
- Zakariás, Mária (* 1952), ungarische Kanutin
- Žakaris, Edvardas (* 1952), litauischer Politiker (Seimas)
- Zakaryan, Garbis (1929–2020), türkischer Boxer
- Zakatek, Lenny (* 1947), britischer Musiker, Komponist und PromoterLenny Zakatek (* 1947)

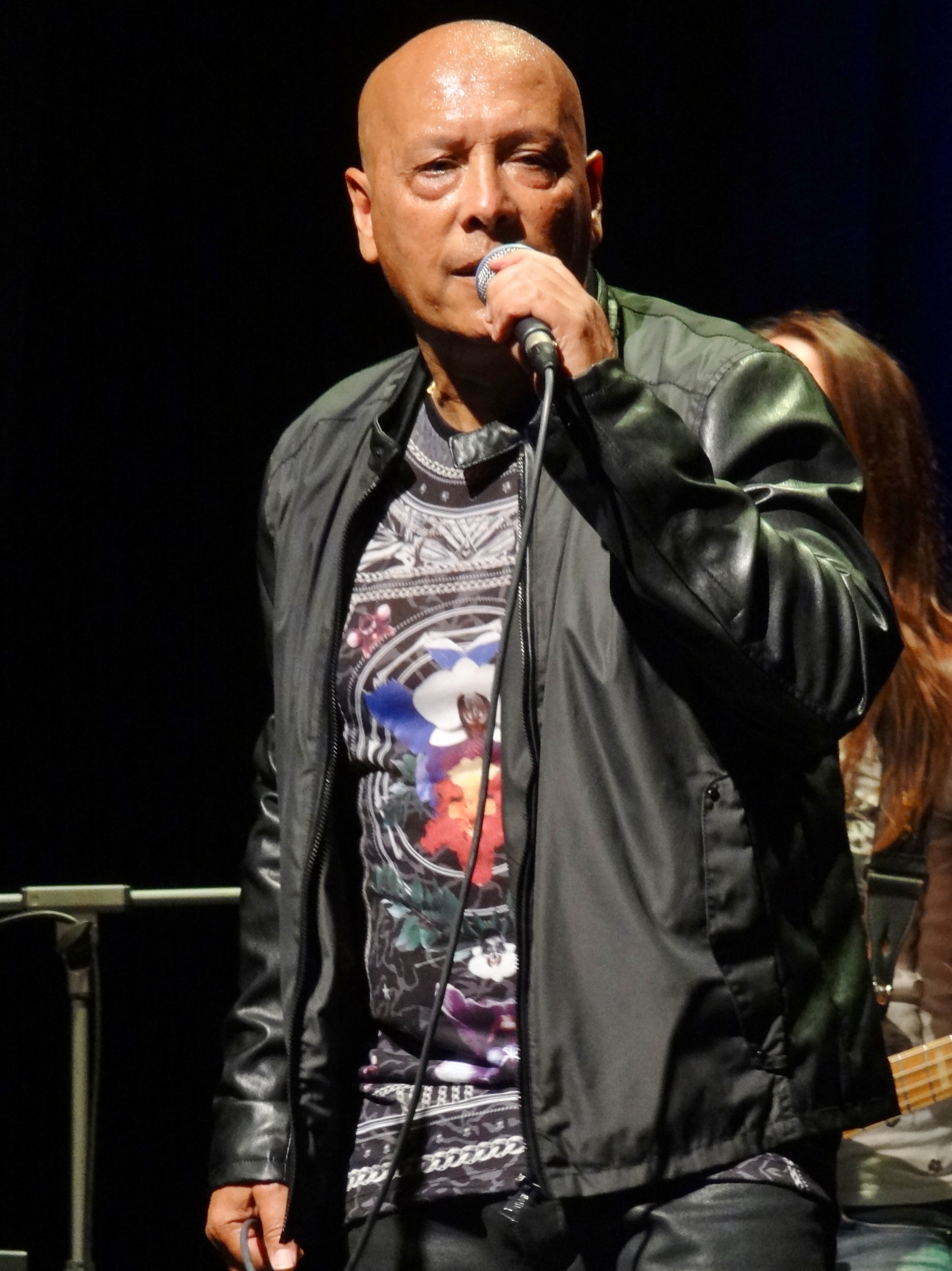
Lenny Zakatek (* 1947)

- Žákavec, František (1878–1937), tschechischer Kunsthistoriker
- Zakay, Shani (* 2006), israelische Sprinterin
- Zakayo, Edward Pingua (* 2001), kenianischer Langstreckenläufer

### Zake
- Žakelj, Bronja (* 1969), slowenische Journalistin und Schriftstellerin
- Žakelj, Tanja (* 1988), slowenische Cross-Country-Mountainbikerin

### Zakh
- Zakharine, Dmitri (* 1967), deutscher Sozial- und Medienwissenschaftler und Slawist
- Zakharov, Vadim (* 1946), russischer Pianist
- Zakharov, Vadim (* 1959), russischer Maler, Fotograf, Videokünstler und Installationskünstler
- Zakhil, Ustad, afghanischer Sänger und Komponist
- Zakhor, Avideh (* 1964), iranisch-amerikanische Informatikerin

### Zaki
- Zaki, Ahmed (1949–2005), ägyptischer Filmschauspieler
- Zaki, Ali Hussein al- (* 1985), saudischer Hürdenläufer
- Zaki, Amr (* 1983), ägyptischer Fußballspieler
- Zaki, Gihane (* 1966), ägyptische Ägyptologin und MuseumsleiterinGihane Zaki (* 1966)

Gihane Zaki (* 1966)

- Zaki, Mohamed Selim (1924–2021), ägyptischer Reiter
- Zaki, Mohammed (* 1956), ägyptischer General und Verteidigungsminister
- Zaki, Suhair (* 1945), ägyptische Bauchtänzerin und Schauspielerin
- Zaki, Toma Adly (* 1966), ägyptischer Geistlicher und koptisch-katholischer Bischof von Gizeh
- Zaki, Zakia (1962–2007), afghanische Radioreporterin
- Zaki, Zeeko (* 1990), ägyptisch-amerikanischer Schauspieler
- Zakia, Julia (* 1982), brasilianische Regisseurin, Drehbuchautorin, Kamerafrau und Produzentin
- Zakić, Mirna (* 1982), serbische Historikerin
- Zakics, Bence (* 1994), ungarischer Handball- und Beachhandballspieler
- Zakin, Alexander (1903–1990), russisch-US-amerikanischer Pianist
- Zəkiyev, İlham (* 1980), aserbaidschanischer Judoka

### Zakk
- Zakka, Ioanna (* 1996), griechische Hochspringerin
- Zakkour, Soukaina (* 1993), marokkanische Leichtathletin
- Zakkur, König von Hama und Luasch (um 785 v. Chr.)

### Zako
- Zakōji, Hiroaki (1958–1987), japanischer Komponist und Pianist
- Zakostelsky, Andreas (* 1962), österreichischer Politiker (ÖVP) und Vorstandsdirektor
- Zakotnik, Janez (* 1950), jugoslawischer Radrennfahrer
- Zakouřilová, Petra (* 1978), tschechische Skirennläuferin
- Zakowski, Erich (1933–2023), deutscher Kfz-Meister, Gründer und Leiter des Rennstalls Zakspeed (1968–1990)Erich Zakowski (1933–2023)

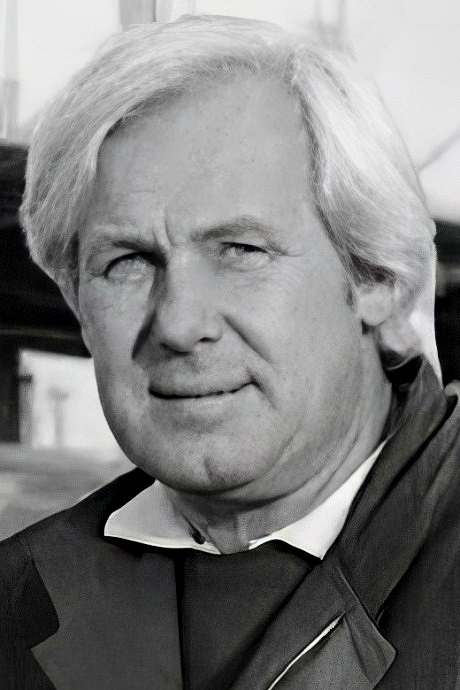
Erich Zakowski (1933–2023)

- Żakowski, Jacek (* 1957), polnischer Journalist
- Zakowski, Peter (* 1966), deutscher Rennfahrer und Besitzer des Rennstalls Zakspeed

### Zakr
- Zakreski, Kimiko (* 1983), kanadische Snowboarderin
- Zakrocki, Cloudy (* 1986), Journalistin und Unternehmerin
- Zakrocki, Patryk (* 1974), polnischer Improvisationsmusiker (Geige, Gitarre, Komponist)
- Zakrzeński, Janusz (1936–2010), polnischer Schauspieler
- Zakrzewska, Barbara (1946–2023), polnische Komponistin
- Zakrzewska, Jadwiga (* 1950), polnische Politikerin (PO), Mitglied des Sejm
- Zakrzewska, Marie (1829–1902), US-amerikanische Ärztin für Gynäkologie und Frauenrechtlerin
- Zakrzewski, Adam (1856–1921), russisch-polnischer Wissenschaftler und Esperantist
- Zakrzewski, Ignacy Wyssogota (1745–1802), polnischer Adeliger und Politiker
- Zakrzewski, Konstanty (1876–1948), polnischer Experimentalphysiker
- Zakrzewski, Marek (* 2005), polnischer Sprinter
- Zakrzewski, Roman Xaver von (1820–1891), preußischer Landrat und Landdrost
- Zakrzewski, Rüdiger (* 1946), deutscher Politiker (SPD), MdL
- Zakrzewski, Zbigniew (* 1981), polnischer Fußballspieler

### Zaks
- Zaks, Olga (* 1989), rumänisch-deutsche Lyrikerin und Dramatikerin
- Zaks, Saul (* 1961), argentinischer Dirigent und Musikpädagoge
- Zaks, Tal (* 1965), israelischer Mediziner, Onkologe und Immunologe
- Zaksaitė, Salomėja (* 1985), litauische Schachspielerin, Juristin und Kriminologin

### Zaku
- Zakuani, Gabriel (* 1986), kongolesischer Fußballspieler

### Zaky
- Zaky, Adel (1947–2019), ägyptischer Ordensgeistlicher, Apostolischer Vikar von Alexandria in Ägypten
- Zaky, Ali (1930–2005), ägyptischer Turner
- Zaky, Hussein (* 1979), ägyptischer Handballspieler
- Zakythinos, Dionysios (1905–1993), griechischer Byzantinist

### Zakz
- Zakzouk, Mahmoud (1933–2020), ägyptischer Politiker